# International Dublin Literary Award
De International Dublin Literary Award is een in 1994 ingestelde internationale literatuurprijs. De prijs was een gezamenlijk initiatief van het stadsbestuur van de Ierse hoofdstad Dublin en het Amerikaanse bedrijf IMPAC, en heette aanvankelijk de International IMPAC Dublin Literary Award. Er is een geldprijs van € 100.000 aan verbonden.
De prijs wordt administratief begeleid door de Bibliotheken van Dublin in samenwerking met bibliotheken over de gehele wereld, die nominaties voorstellen. Deze prijs is de grootste en meest internationale prijs in zijn soort voor een roman, verschenen in de Engelse taal. De prijs kan toegekend worden voor elke roman geschreven in eender welke taal en door auteurs van elke nationaliteit met de beperking dat het werk in het Engels geschreven werd of ooit vertaald werd in die taal. 

## 2025
- Michael Crummey, The Adversary

## 2024
- Mircea Cărtărescu, Solenoid  vertaald uit het Roemeens door Sean Cotter.

## 2023
- Katja Oskamp, Marzahn, mon amour (Marzahn, mon amour. Geschichten einer Fußpflegerin, vertaald uit het Duits)

## 2022
- Alice Zeniter, The Art of Losing (L'Art de Perdre, vertaald uit het Frans)

## 2021
- Valeria Luiselli, Archief van verloren kinderen

## 2020
- Anna Burns, Milkman

## 2019
- Emily Ruskovich, Idaho

## 2018
- Mike McCormack, Solar Bones

## 2017
- José Eduardo Agualusa, A General Theory of Oblivion

## 2016
- Akhil Sharma, Family Life

## 2015
- Jim Crace, Harvest

## 2014
- Juan Gabriel Vásquez, The Sound of Things Falling (El ruido de las cosas al caer, vertaald uit het Spaans)

## 2013
- Kevin Barry, City of Bohane

## 2012
- Jon McGregor, Even the Dogs

## 2011
- Colum McCann, Let The Great World Spin

## 2010
- Gerbrand Bakker, The twin (Boven is het stil, vertaald uit het Nederlands door David Colmer)

## 2009
- Winnaar: Michael Thomas, Man Gone Down

Andere schrijvers op de shortlist:
- Junot Diaz, The brief wondrous life of Oscar Wao
- Jean Echenoz, Ravel (vertaald uit het Frans)
- Mohsin Hamid, The Reluctant Fundamentalist
- Travis Holland, The archivist's story
- Roy Jacobsen, The burnt-out town of miracles (vertaald uit het Noors)
- David Leavitt, The Indian clerk
- Indra Sinha, Animal's people
- Michael Thomas, Man gone down

## 2008
- Winnaar: Rawi Hage, De Niro's Game

Andere schrijvers op de shortlist:
- Javier Cercas, The speed of light (vertaald uit het Spaans)
- Yasmine Gooneratne, The sweet & simple kind
- Gail Jones, Dreams of speaking
- Sayed Kashua Let it be morning (vertaald uit het Hebreeuws)
- Yasmina Kadra The Attack (vertaald uit het Frans)
- Patrick McCabe Winterwood
- Andreï Makine The woman who waited (Vertaald uit het Frans)

## 2007
- Winnaar: Per Petterson, Out stealing horses (vertaald uit het Noors door Anne Born)

Andere schrijvers op de shortlist:
- Julian Barnes, Arthur & George
- Sebastian Barry, A Long Long Way
- J.M. Coetzee, Slow Man
- Jonathan Safran Foer, Extremely Loud & Incredibly Close
- Peter Hobbs, The Short Day Dying
- Cormac McCarthy, No Country for Old Men
- Salman Rushdie, Shalimar the Clown

Deze 8 finalisten koos men uit 138 romans, geselecteerd door 169 openbare bibliotheken uit 49 landen. 

## 2006
- Winnaar: Colm Tóibín, The Master

Andere schrijvers op de shortlist:
- Chris Abani, GraceLand
- Nadeem Aslam, Maps for Lost Lovers
- Ronan Bennett, Havoc in Its Third Year
- Jonathan Coe, The Closed Circle
- Jens Christian Grøndahl, An Altered Light (vertaald uit het Deens door by Anne Born)
- Vyvyane Loh, Breaking the Tongue
- Margaret Mazzantini, Don't Move (vertaald uit het Italiaans door by John Cullen)
- Yasmina Khadra,  The Swallows of Kabul (vertaald uit het Frans door by John Cullen)
- Thomas Wharton, The Logogryph

## 2005
- Winnaar: Edward P. Jones, The Known World

Andere schrijvers op de shortlist:
- Diane Awerbuck, Gardening at Night
- Lars Saabye Christensen, The Half Brother (vertaald uit het Noors door Kenneth Steven)
- Damon Galgut, The Good Doctor
- Douglas Glover, Elle
- Arnon Grunberg, Phantom Pain (vertaald uit het Nederlands door Sam Garrett)
- Shirley Hazzard, The Great Fire
- Christoph Hein, Willenbrock (vertaald uit het Duits door Philip Boehm)
- Frances Itani, Deafening
- Jonathan Lethem, The Fortress of Solitude

## 2004
- Winnaar: Tahar Ben Jelloun, This Blinding Absence of Light (vertaald uit het Frans door Linda Coverdale)

Andere schrijvers op de shortlist:
- Paul Auster, The Book of Illusions
- William Boyd, Any Human Heart
- Sandra Cisneros, Caramelo
- Jeffrey Eugenides, Miiddlesex
- Maggie Gee, The White Family
- Amin Maalouf, Balthasar's Odyssey (vertaald uit het Frans door Barbara Bray)
- Rohinton Mistry, Family Matters
- Atiq Rahimi, Earth and Ashes (vertaald uit het Dari door Erdag M. Göknar)
- Olga Tokarczuk, House of Day, House of Night (vertaald uit het Pools door Antonia Lloyd-Jones)

## 2003
- Winnaar: Orhan Pamuk, My Name is Red (vertaald uit het Turks door Erdag Göknar)

Andere schrijvers op de shortlist:
- Dennis Bock, The Ash Garden
- Achmat Dangor, Bitter Fruit
- Per Olov Enquist, The Royal Physician's Visit
- Jonathan Franzen, The Corrections
- Lidia Jorge, The Migrant Painter of Birds
- John McGahern, That They May Face the Rising Sun
- Ann Patchett, Bel Canto

## 2002
- Winnaar: Michel Houellebecq, The Elementary Particles (Atomised) (vertaald uit het Frans door Frank Wynne)

Andere schrijvers op de shortlist:
- Peter Carey, True History of the Kelly Gang
- Margaret Atwood, The Blind Assassin
- Michael Collins, The Keepers of Truth
- Helen DeWitt, The Last Samurai
- Carlos Fuentes, The Years with Laura Diaz
- Antoni Libera, Madame

## 2001
- Winnaar: Alistair MacLeod, No Great Mischief

Andere schrijvers op de shortlist:
- Margaret Cezair-Thompson, The True History of Paradise
- Silvia Molina, The Love You Promised Me
- Andrew O'Hagan, Our Fathers
- Victor Pelevin, Buddha's Little Finger
- Colm Tóibín, The Blackwater Lightship

## 2000
- Winnaar: Nicola Barker, Wide Open

Andere schrijvers op de shortlist:
- Michael Cunningham, The Hours
- Jackie Kay, Trumpet
- Colum McCann, This Side of Brightness
- Alice McDermott, Charming Billy
- Toni Morrison, Paradise
- Philip Roth, I Married a Communist

## 1999
- Winnaar: Andrew Miller, Ingenious Pain

Andere schrijvers op de shortlist:
- Jim Crace, Quarantine
- Don DeLillo, Underworld
- Francisco Goldman, The Ordinary Seaman
- Ian McEwan, Enduring Love
- Haruki Murakami, The Wind-up Bird Chronicle
- Cynthia Ozick, The Puttermesser Papers
- Bernhard Schlink, The Reader

## 1998
- Winnaar: Herta Müller, The Land of Green Plums (vertaald uit het Duits door Michael Hofmann)

Andere schrijvers op de shortlist:
- Margaret Atwood, Alias Grace
- André Brink, Imaginings of Sand
- David Dabydeen, The Counting House
- David Foster, The Glade within the Grove
- Jamaica Kincaid, Autobiography of my Mother
- Earl Lovelace, Salt
- Lawrence Norfolk, The Pope's Rhinoceros
- Graham Swift, Last Orders
- Guy Vanderhaeghe, The Englishman's Boy

## 1997
- Winnaar: Javier Marias, A Heart So White

Andere schrijvers op de shortlist:
- Sherman Alexie, Reservation Blues
- Rohinton Mistry, A Fine Balance
- Duong Thu, Novel Without A Name
- Antonio Tabucchi, Declares Pereira
- Lars Gustafsson, A Tiler's Afternoon
- A. J. Verdelle, The Good Negress
- Alan Warner, Morvern Callar

## 1996
- Winnaar: David Malouf, Remembering Babylon

Andere schrijvers op de shortlist:
- John Banville, Ghosts
- V. S. Naipaul, A Way In The World
- Cees Nooteboom, The Following Story
- Connie Palmen, The Laws
- José Saramago, The Gospel According to Jesus Christ
- Jane Urquhart, Away